# Tournoi féminin de hockey sur glace aux Jeux olympiques d'hiver de 2006
Navigation
Salt Lake City 2002 Vancouver 2010
Le tournoi de hockey sur glace féminin aux Jeux olympiques de Turin a eu lieu du 11 au 26 février 2006.

## Tournoi olympique

### 1ertour

#### Groupe A
| 11 février | Suède | 3-1 | Russie |  |

| 11 février | Canada | 16-0 | Italie |  |

| 12 février | Russie | 0-12 | Canada |  |

| 13 février | Suède | 11-0 | Italie |  |

| 14 février | Italie | 1-5 | Russie |  |

| 14 février | Canada | 8-1 | Suède |  |

| Clt   | Équipe | PJ | V | D | N | BP | BC | Diff | Pts |
| ----- | ------ | -- | - | - | - | -- | -- | ---- | --- |
| +001, | Canada | 3  | 3 | 0 | 0 | 36 | 1  | +35  | 6   |
| +002, | Suède  | 3  | 2 | 1 | 0 | 15 | 9  | +6   | 4   |
| +003, | Russie | 3  | 1 | 2 | 0 | 6  | 16 | -10  | 2   |
| +004, | Italie | 3  | 0 | 3 | 0 | 1  | 32 | -31  | 0   |

- Qualifié pour les demi-finales

#### Groupe B
| 11 février | Finlande | 3-0 | Allemagne |  |

| 11 février | États-Unis | 6-0 | Suisse |  |

| 12 février | Allemagne | 0-5 | États-Unis |  |

| 13 février | Suisse | 0-4 | Finlande |  |

| 14 février | Suisse | 1-2 | Allemagne |  |

| 14 février | États-Unis | 7-3 | Finlande |  |

| Clt   | Équipe     | PJ | V | D | N | BP | BC | Diff | Pts |
| ----- | ---------- | -- | - | - | - | -- | -- | ---- | --- |
| +001, | États-Unis | 3  | 3 | 0 | 0 | 18 | 3  | +15  | 6   |
| +002, | Finlande   | 3  | 2 | 1 | 0 | 10 | 7  | +3   | 4   |
| +003, | Allemagne  | 3  | 1 | 2 | 0 | 2  | 9  | -7   | 2   |
| +004, | Suisse     | 3  | 0 | 3 | 0 | 1  | 12 | -11  | 0   |

- Qualifié pour les demi-finales

### Phase finale

#### Demi-finales
| 17 février | Canada | 6-0 | Finlande |  |

| 17 février | Suède | 3-2 | États-Unis |  |

#### Petite finale
| 20 février | Finlande | 0-4 | États-Unis |  |

#### Finale
| 20 février | Canada | 4-1 | Suède |  |

### Place d'honneurs

#### Poule de classement 5/8
| 17 février | Russie | 6-2 | Suisse |  |

| 17 février | Italie | 2-5 | Allemagne |  |

#### Match pour la7eplace
| 20 février | Suisse | 11-0 | Italie |  |

#### Match pour la5eplace
| 20 février | Russie | 0-1 | Allemagne |  |

## Classement final
| Place                               | Équipe     |
| ----------------------------------- | ---------- |
| Médaille d'or, Jeux olympiques      | Canada     |
| Médaille d'argent, Jeux olympiques  | Suède      |
| Médaille de bronze, Jeux olympiques | États-Unis |
| 4                                   | Finlande   |
| 5                                   | Allemagne  |
| 6                                   | Russie     |
| 7                                   | Suisse     |
| 8                                   | Italie     |